# Martina Witte
Martina Witte (* 30. November 1960) ist eine deutsche Theaterwissenschaftlerin. Sie ist Leiterin des freien Rostocker Theaters Compagnie de Comédie Rostock sowie der Bühne 602.

## Leben
Nach ihrem Abitur studierte sie von 1982 bis 1987 Theaterwissenschaften an der Theaterhochschule „Hans Otto“ in Leipzig. Im selben Jahr begann sie ihre Tätigkeit als Dramaturgin im Volkstheater Rostock. Später wurde sie Leiterin des Kinder- und Jugendtheaters des Volkstheaters Rostock.
Ab 1991 war Martina Witte Gründungsmitglied des freien Theaters Compagnie de Comédie zusammen mit Joachim Lemke, Armin Roder und weiteren Gründungsmitgliedern und übernahm 1993 dessen Leitung.
Als im Jahre 2000 die Compagnie de Comédie eine feste Spielstätte, die Bühne 602, bekam, übernahm sie auch deren Leitung. Die Bühne 602 wird gefördert aus Mitteln der Stadt Rostock und des Landes Mecklenburg-Vorpommern.
Martina Witte lebt in Dierhagen (Ortsteil Strand), ist verheiratet und hat einen Sohn.